# Análise de estabilidade de declive

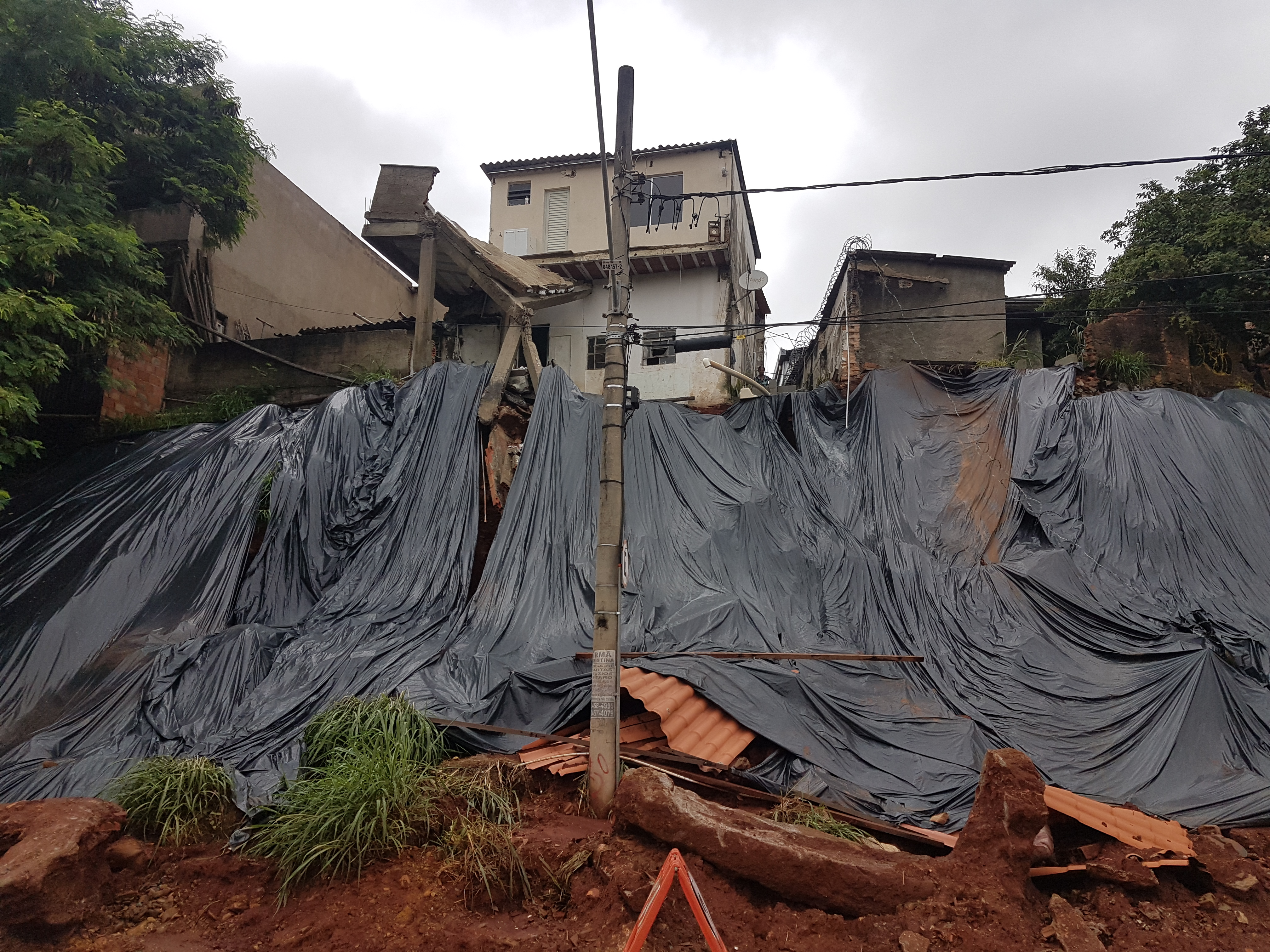
Desabamento parcial de casa em Belo Horizonte, por causa de deslizamentos em janeiro de 2020.

A análise de estabilidade de declive ou encostas é um método estático ou dinâmico, analítico ou empírico para avaliar a estabilidade de barragens de terra e enrocamento, aterros, encostas escavadas e encostas naturais em solo e rocha. A estabilidade da encosta refere-se à condição do solo inclinado ou encostas rochosas para resistir ou sofrer movimento. A condição de estabilidade de encostas é objeto de estudo e pesquisa em mecânica dos solos, engenharia geotécnica e geologia de engenharia.

## Exemplos
Encostas de terra podem desenvolver uma área de fraqueza esférica de corte. A probabilidade de isso acontecer pode ser calculada com antecedência usando um pacote de análise circular 2-D simples. Uma dificuldade primária com a análise é localizar o plano de deslizamento mais provável para qualquer situação. Muitos deslizamentos só foram analisados após o fato. Mais recentemente, a tecnologia de radar de estabilidade de taludes tem sido empregada, particularmente na indústria de mineração, para reunir dados em tempo real e auxiliar na determinação da probabilidade de falha em taludes.

## Medindo o Ângulo de Repouso
O ângulo de repouso é definido como o ângulo mais íngreme de material granular não confinado medido a partir do plano horizontal no qual o material granular pode ser empilhado sem colapsar, variando entre 0-90 °. Para materiais granulares, o ângulo de repouso é o principal fator que influencia a estabilidade da encosta sob diferentes condições em relação à coesão/fricção do material, o tamanho do grão e a forma da partícula.

### Medição Teórica

Este diagrama de corpo livre demonstra a relação entre o ângulo de repouso e o material na encosta.

Um diagrama de corpo livre simples pode ser usado para entender a relação entre o ângulo de repouso e a estabilidade do material na encosta. Para que o material acumulado entre em colapso, as forças de atrito devem ser equivalentes ao componente horizontal da força gravitacional {\displaystyle mg\sin \theta }, onde {\displaystyle m} é a massa do material, {\displaystyle g} é a aceleração gravitacional e {\displaystyle \theta } é o ângulo de inclinação:
{\displaystyle mg\sin \theta =f}
A força de atrito {\displaystyle f} é equivalente ao produto da multiplicação do coeficiente de atrito estático {\displaystyle \mu } e a Força Normal {\displaystyle N} ou {\displaystyle mgcos\theta }:
{\displaystyle mg\sin \theta =N\mu }
{\displaystyle mg\sin \theta =\mu mg\cos \theta }
{\displaystyle \left({\frac {\sin \theta }{cos\theta }}\right)=\mu }
{\displaystyle \theta _{R}=\arctan(\mu )}
Onde {\displaystyle \theta _{R}} é o ângulo de repouso, ou o ângulo em que a inclinação falha em condições regulares, e {\displaystyle \mu } é o coeficiente de atrito estático do material na encosta.